# 控制台应用程序

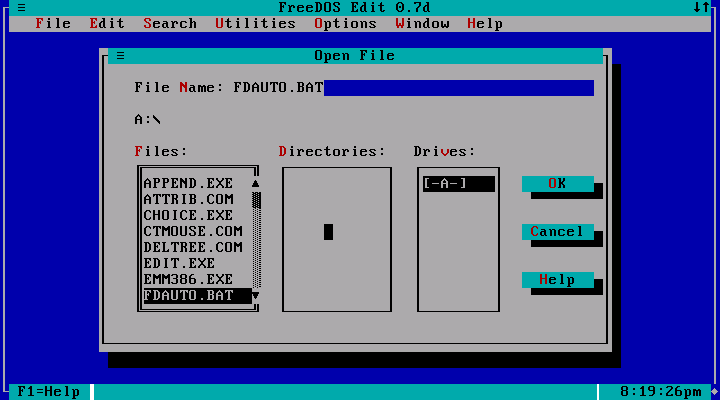
FreeDOS编辑界面，一个文本编辑器。

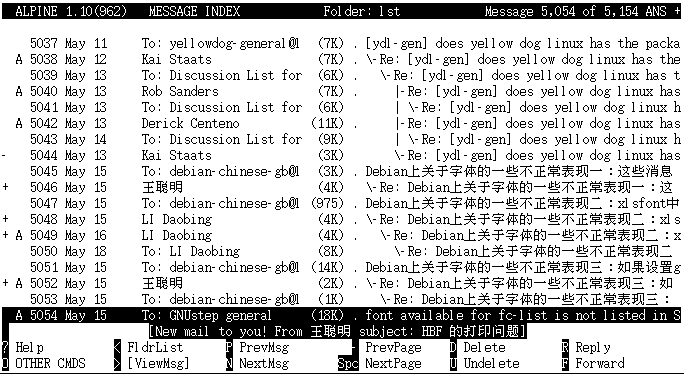
Alpine，一个电子邮件客户端。

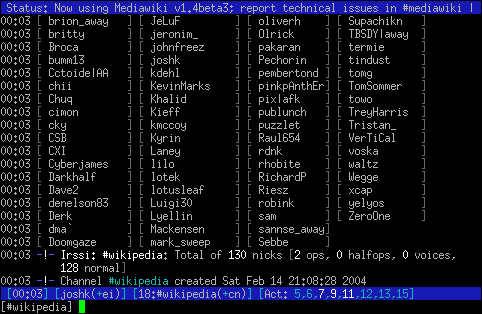
Irssi，一个IRC客户端。

控制台应用程序（console application）是一种设计用于纯文字计算机界面的计算机程序，例如文本终端、某些操作系统（Unix、DOS等）的命令行界面，或者大多数图形用户界面操作系统的基于文本界面（例如Microsoft Windows中的Win32控制台，Mac OS X中的终端和Unix中的xterm）。用户与控制台应用程序的交互通常只需使用键盘和显示屏，而图形用户界面的程序大多必须使用鼠标或其他指点设备。许多控制台应用程序（如命令行解释器）只是命令行工具，但也存在一些基于文本用户界面程序。
随着图形用户界面的应用程序逐步改进速度和易用性，控制台应用程序的使用已大幅降低，但仍并未消失。一些用户会偏好使用基于控制台的应用程序，而一些组织仍依赖使用现有的控制台应用程序完成关键性数据处理任务。
控制台应用程序在现代的编程环境中仍在使用，例如Microsoft Windows上的Visual Studio和.NET框架，因为这样可以极大地简化新编程语言的学习过程，不必涉及复杂的图形用户界面（例如C#条目中的例子）。
对于数据处理和计算机管理任务，它们所在的编程环境就像一个小的操作系统，或者脚本化的数据处理控制。如果一个应用程序只由固定的几名程序员或同事运行，这些应用程序可能不需要漂亮的图形用户界面，应用程序能更加精简、快速和易于维护。

## 应用程序
基于控制台的应用程序包括（但不限于）：
- Alpine（英语：Alpine_(e-mail_client)）（電子郵件用戶端）
- cmus（媒体播放器）
- Irssi（IRC客户端）
- Lynx（网页浏览器）
- Midnight Commander（檔案管理器）
- Music on Console（媒体播放器）
- Mutt（電子郵件用戶端）
- nano（文本编辑器）
- ne（英语：Ne_(text_editor)）（文本编辑器）
- newsbeuter（英语：Newsbeuter）（RSS阅读器）
- ranger（檔案管理器）